# Паренталия
 Паренталия (на латински: Parentalia, dies parentales) е празник в Древен Рим от 13 февруари до 21 февруари в чест на умрелите родители (parentes) и други от фамилията. На 22 февруари следва подобния празник Каристия.
Празникът е откриван с даване на обедна жертва от Vestalis maxima и завършва с главния празник (feralia) на 21 февруари.